# Peter Melichar

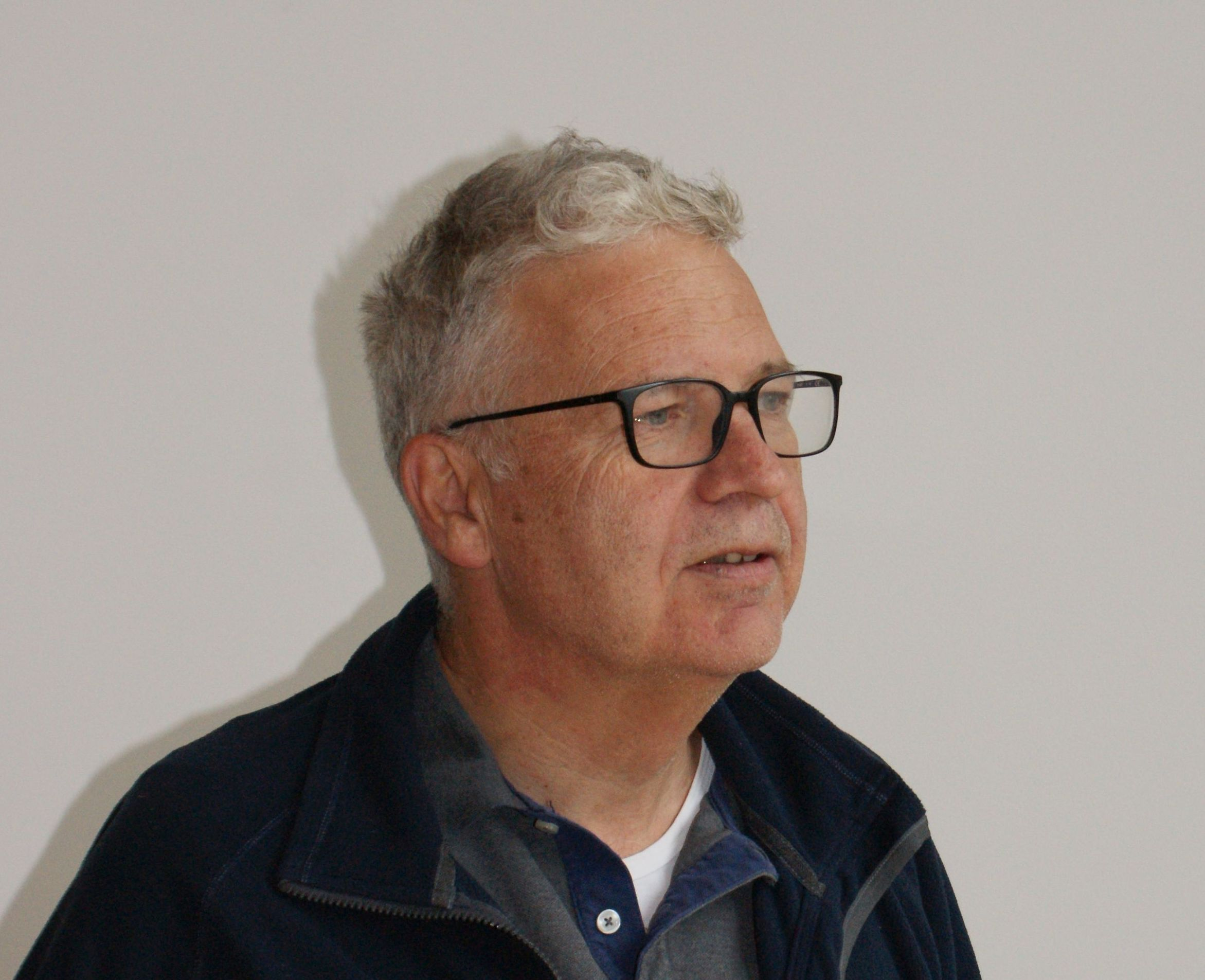
Peter Melichar (2019)

Peter Melichar (* 18. Dezember 1960 in Dornbirn) ist ein österreichischer Historiker.

## Leben
Peter Melichar studierte von 1980 bis 1986 Geschichte und Philosophie in Wien. 1993 promovierte er mit einer Arbeit über den Josephinismus. Er arbeitete für Großausstellungen und war an diversen Forschungsprojekten beteiligt. Von 1996 bis 2007 war er Lehrbeauftragter an der Universität Wien. Ab 1999 war er für die Österreichische Historikerkommission tätig, ab 2001 für die Bergier-Kommission. Außerdem betrieb er Forschungen zur Sozialgeschichte des Militärs, zur Geschichte von intellektuellen Eliten, zum Antisemitismus. 2004 begann seine Mitarbeit an der Edition der Ministerratsprotokolle. Melichar war Mitherausgeber der Österreichischen Zeitschrift für Geschichtswissenschaften (ÖZG). Seit 2009 ist er Kurator für Geschichte im „vorarlberg museum“ in Bregenz.

## Werke
- Otto Ender 1875–1960. Landeshauptmann, Bundeskanzler, Minister. Untersuchungen zum Innenleben eines Politikers (= vorarlberg museum Schriften 39), Wien/Köln/Weimar 2018.
- gemeinsam mit Ernst Bruckmüller: Machtausübung und Identitätsbildung. Österreich von der Mark zur Republik. Ein Forschungsprojekt der Landesverteidigungsakademie (= Schriftenreihe der Landesverteidigungsakademie. Sonderband 1/2006), 2. Auflage, Wien 2006.
- Verdrängung und Expansion. Enteignungen und Rückstellungen in Vorarlberg (= Veröffentlichungen der Österreichischen Historikerkommission. Band 19). Wien und München 2004.
- Neuordnung im Bankwesen. Die NS-Maßnahmen und die Problematik der Restitution (= Veröffentlichungen der Österreichischen Historikerkommission. Band 11). Wien und München 2004.

## Aufsätze (Auswahl)
- Was durch Krisen sichtbar wird. Über die „Vorarlberger Krise“ und andere Krisen in der Zwischenkriegszeit. In: Wirtschaftsarchiv Vorarlberg, Wolfgang Meixner, Gerhard Siegl (Hrsg.): Regionale Wirtschafts- und Sozialgeschichte im Zeitalter globaler Krisen. Wien 2023, S. 41–72.
- Über Max Riccabonas Erinnerungskunst. In: Jahrbuch Franz-Michael-Felder-Archiv der Vorarlberger Landesbibliothek. Band 24. Jg. 2023, S. 174–228.
- Die immerwährende Verwaltungsreform. Über die Einmischungsversuche Otto Enders. In: Montfort. Zeitschrift für Geschichte Vorarlbergs. 2023/1, S. 61–80.
- Wir sind nicht Tirol! Zum Bedeutungswandel von Kunst- und Altertumsgegenständen im 19. Jahrhundert am Beispiel Vorarlbergs. In: Karl C. Berger u. a. (Hrsg.): Wir sind Tirol! Vorarlberger Objekte in der Sammlung des Tiroler Landesmuseums Ferdinandeum. Innsbruck/Wien 2023, S. 33–47 und 183–187.
- Erziehung zur Feindschaft? Schulische Autorität im Österreich der späten Habsburger Monarchie und der Ersten Republik. In: Österreichische Zeitschrift für Geschichtswissenschaften 2/2022, S. 115–141.
- Vom Elend der Traditionspflege. In: Elena Messner, Peter Pirker (Hrsg.): Kriege gehören ins Museum. Aber wie? Wien 2021, S. 319–329.
- Der Sicherheitskomplex. Versuch einer Einführung in ein labyrinthisches Thema. In: Peter Melichar, Andreas Rudigier (Hrsg.): Auf eigene Gefahr. Vom riskanten Wunsch nach Sicherheit (= vorarlberg museum Schriften 58), Wien 2021, S. 12–63.
- Manövergelände und Rückzugsgebiet. Das Bödele als politische Projektionsfläche. In: Nikola Langreiter, Petra Zudrell (Hrsg.): Wem gehört das Bödele. Eine Kulturlandschaft verstehen. Salzburg und Wien 2020, S. 268–289.
- Kriegsfolgen. Bemerkungen zur österreichischen Intelligenz 1918–1934. In: Hannes Stekl u. a. (Hrsg.): Österreich – was sonst? Ernst Bruckmüller zum 70. Geburtstag. Wien 2015, S. 179–206.
- Ist das Museum ein Gedächtnis?  In: Österreichische Zeitschrift für Geschichtswissenschaften 2012/2, S. 110–139.
- gemeinsam mit Alexander Mejstrik: Die bewaffnete Macht. In: Helmut Rumpler, Peter Urbanitsch: Die Habsburgermonarchie 1948–1918. Band IX: Soziale Strukturen, Teilband 1/2: Von der Stände- zur Klassengesellschaft, Wien 2010, S. 1263–1326.
- Die Kämpfe merkwürdig Untoter. K. u. k. Offiziere in der Ersten Republik. In: Österreichische Zeitschrift für Geschichtswissenschaften 1/1998, S. 51–84.
- Metamorphosen eines treuen Dieners. Der bürgerliche Offizier in der k. (u.) k. Armee im 18. und 19. Jahrhundert. In: Robert Hoffmann (Hrsg.): Bürger zwischen Tradition und Modernität. Bürgertum in der Habsburgermonarchie VI, Wien/Köln/Weimar 1997, S. 105–141.
- Niederlagen und Reformen. Die Funktion des Krieges in Österreich. In: Ernst Bruckmüller, Peter Urbanitsch (Hrsg.): Österreichische Länderausstellung 996 – 1996 ostarrichi – Österreich. Menschen, Mythen, Meilensteine (= Katalog des Niederösterreichischen Landesmuseums. Neue Folge Nr. 388), Horn 1996, 481–492.
- Ästhetik und Disziplin. Das Militär in Wiener Neustadt 1740–1914. In: Sylvia Hahn u. a. (Hrsg.): Die Wienerische Neustadt. Handwerk, Handel und Militär. Wien/Köln/Weimar 1994, S. 283–336.
- Im Labyrinth des Krieges. Eine lakonische Collage. In: Merkur. Deutsche Zeitschrift für europäisches Denken. 46. Jg., 12/1992, S. 1086–1095.

## Herausgeberschaft
- mit Andreas Rudigier (Hrsg.): Auf eigene Gefahr. Vom riskanten Wunsch nach Sicherheit (= vorarlberg museum Schriften 58), Wien 2021.
- mit Nicole Stadelmann und Martina Sochin D’Elia (Hrsg.): Hüben & Drüben. Grenzüberschreitende Wirtschaft im mittleren Alpenraum (= vorarlberg museum Schriften 48; Schriftenreihe des Arbeitskreises für interregionale Geschichte des mittleren Alpenraumes 5), Innsbruck 2020.
- mit Nikolaus Hagen (Hrsg.): Der Fall Riccabona. Eine Familiengeschichte zwischen Akzeptanz und Bedrohung (= vorarlberg museum Schriften 22), Wien/Köln/Weimar 2017.
- mit Andreas Rudigier und Gerhard Wanner (Hrsg.): Wanderungen. Migration in Vorarlberg, Liechtenstein und in der Ostschweiz zwischen 1700 und 2000 (= vorarlberg museum Schriften 21), Wien/Köln/Weimar 2016.
- mit Peter Eigner und Erich Landsteiner (Hrsg.): Bankrott. Österreichische Zeitschrift für Geschichtswissenschaften 3/2008.
- mit Ernst Langthaler und Stefan Eminger (Hrsg.): Niederösterreich im 20. Jahrhundert. 2. Band: Wirtschaft, Wien/Köln/Weimar 2008.
- mit Alexander Mejstrik (Hrsg.): Kunstmarkt. Österreichische Zeitschrift für Geschichtswissenschaften 2–3/2006.

## Ausstellungen
- Die ersten 100 Jahre. Österreichische Sozialdemokratie 1888–1988, Gasometer Simmering, Wien 1988–1989 (Mitarbeit)
- Österreichische Länderausstellung ostarrichi-Österreich 996–1996 – Menschen, Mythen, Meilensteine, St. Pölten und Neuhofen a. d. Ybbs 1996 (Mitarbeit)
- Der Fall Riccabona, vorarlberg Museum, Bregenz 2016–2017 (Kurator gemeinsam mit Nikolaus Hagen)
- Otto Ender 1875–1960. Landeshauptmann, Bundeskanzler und Putschist?, vorarlberg museum, Bregenz 2018 (Kurator)
- Wir waren begeistert! Warum? Die Fotos des Bregenzer Nationalsozialisten Werner Schlegel aus den Jahren 1938–1941. vorarlberg museum, Bregenz, 25. Jänner bis zum 4. April 2025 (Kurator).